# 瓦伦廷任蒂尔
瓦伦廷任蒂尔是巴西圣保罗州的一个市镇。总面积149.208平方公里，总人口10601人，人口密度71人/平方公里。